# تصفيات كأس التحدي الآسيوي 2012
شهدت مرحلة تصفيات كأس التحدي الآسيوي 2012 ثمان فرق تتقدم إلى البطولة النهائية في نيبال. وقد عقدت قرعة التصفيات في 20 أكتوبر 2010، في بيت الاتحاد الآسيوي في كوالالمبور، ماليزيا.

## التصنيف
التصنيف يستند على كأس التحدي الآسيوي 2010. على خلاف النسخ النسابقة باستثناء النسخة الافتتاحية، لم يعطى أي فريق دخول مباشر إلى كأس التحدي الآسيوي 2012. وكان يتعين على حاملة اللقب كوريا الشمالية، تركمانستان الوصيفة، وطاجيكستان صاحبة المرتبة الثالثة أن يمروا بالتصفيات لدخول النهائيات. الفرق المصنفة الأوطأ الثمان تشترك في جولة المباريات الفاصلة بينما الفرق الباقية الـ12 تدخل مرحلة المجموعات.
| الملتحقين بمرحلة المجموعات | الملتحقون بالمباريات الفاصلة (الثمانية الأدنى مرتبة)                              | غير الملتحقين (الفرق المؤهلة للدخول، ولكنها لم تفعل ذلك) |
| --- | --------------------------------------------------------------------------------- | -------------------------------------------------------- |
| - بنغلاديش - كوريا الشمالية - الهند - قرغيزستان - المالديف - ميانمار - نيبال - باكستان - فلسطين - سريلانكا - طاجيكستان - تركمانستان | - أفغانستان - بوتان - كمبوديا - تايبيه الصينية - لاوس - ماكاو - منغوليا - الفلبين | - بروناي (موقوف في وقت القرعة) - غوام - تيمور الشرقية    |

## جولة المباريات الفاصلة المؤهلة
بالنسبة للمرحلة السابقة للتأهيل، فقد قامت الفرق المصنفة الأوطأ الثمان بالتباري على مرحلتين على أساس الذهاب والإياب بقانون الأهداف خارج الديار والوقت الإضافي وركلات الجزاء الترجيحية لتحديد الفائزين إذا دعت الضرورة. وجرت المباريات في 9 و16 فبراير 2011 مع تقدم الفائزين الأربعة إلى مرحلة المجموعات. غير أنه، بالنسبة لمباراتي أفغانستان وبوتان، أعيدت جدولتها للفترة من 23 إلى 25 مارس ولعبت في ملعب تاو ديفي لال في جورجاون، الهند.
أما مباراة الإياب من مواجهة الفلبين ومنغوليا فقد كان من المقرر أصلا أن تجري في 16 فبراير. ومع ذلك في مطلع يناير 2011، قال رئيس الاتحاد الفلبيني لكرة القدم ماريانو أرانيتا، إنه يريد أن تتم المباراة في نفس المكان الذي جرت فيه المباراة الأولى في 12 فبراير، مشيرا إلى الظروف الشتوية في منغوليا. وأصر رئيس الاتحاد المنغولي لكرة القدم غانبولد بويانيميخ على أن تلعب مباراة الإياب في منغوليا، ولكنه اقترح يوم 15 مارس بدلاً من ذلك كحل وسط.
| الفريق الأول   | إجم. | الفريق الثاني | مباراة الذهاب | مباراة الإياب |
| -------------- | ---- | ------------- | ------------- | ------------- |
| بوتان          | 0–5  | أفغانستان     | 0–3           | 0–2           |
| الفلبين        | 3–2  | منغوليا       | 2–0           | 1–2           |
| تايبيه الصينية | 6–3  | لاوس          | 5–2           | 1–1           |
| كمبوديا        | 5–4  | ماكاو         | 3–1           | 2–3 (ب.و.إ.)  |

### مباراة الذهاب
| بوتان | 0–3   | أفغانستان                   |
| ----- | ----- | --------------------------- |
|       | تقرير | - صديق وليزاده 2'، 36'، 80' |

| الفلبين                                       | 2–0   | منغوليا |
| --------------------------------------------- | ----- | ------- |
| - إميليو كاليغدونغ 43' - فيل يونغهازبند 90+4' | تقرير |         |

| تايبيه الصينية                                                              | 5–2   | لاوس                                        |
| --------------------------------------------------------------------------- | ----- | ------------------------------------------- |
| - لين تشينغ-يي 10' - تشان هان 22'، 56' - تشين بو-ليانغ 44' - لو تشيه-آن 49' | تقرير | - كيتسادا تونغكين 65' - فاتهانا سيفيلاي 73' |

| كمبوديا                                   | 3–1   | ماكاو              |
| ----------------------------------------- | ----- | ------------------ |
| - سام إل ناسا 48'، 53' - خون لابورافي 59' | تقرير | - ليون كا هانغ 80' |

### مباراة الإياب
| أفغانستان                              | 2–0   | بوتان |
| -------------------------------------- | ----- | ----- |
| - وحيد نديم 61' - إسرافيل كوهستاني 65' | تقرير |       |

فازت أفغانستان 5–0 إجمالاً
| منغوليا                                                    | 2–1   | الفلبين              |
| ---------------------------------------------------------- | ----- | -------------------- |
| - دونوروفين لومبنغاراف 22' - باياسغالانغين غاريدماغناي 35' | تقرير | - جيمس يونغهازبند 4' |

فازت الفلبين 3–2 إجمالاً
| لاوس                        | 1–1   | تايبيه الصينية      |
| --------------------------- | ----- | ------------------- |
| - سوكافوني فونغتشينغكام 82' | تقرير | - تشين بو-ليانغ 65' |

فازت تايبيه الصينية 6–3 إجمالاً
| ماكاو                                                     | 3–2 (ب.و.إ.) | كمبوديا                             |
| --------------------------------------------------------- | ------------ | ----------------------------------- |
| - فيرنون وونغ 62' - ليونغ كا هانغ 73' - فينيسيو ألفيش 75' | تقرير        | - خيم بوري 45+2' - سام إل ناسا 107' |

فازت كمبوديا 5–4 إجمالاً

## مرحلة المجموعات المؤهلة
في مرحلة المجموعات، قسمت الفرق الـ16 إلى أربع مجموعات من أربعة فرق تلعب كل منها مسابقة دورة روبن واحدة (نظام دوري). هذا يشمل الفرق الـ12 الأعلى مرتبة المتأهلة بصورة تلقائية والمتأهلين الأربع من جولة المباراة الفاصلة. وكانت أيام المباريات الأصلية هي الفترة من 20 إلى 31 مارس 2011. الفريقان الأعليان في كل مجموعة تأهلا للبطولة النهائية. في 18 فبراير 2011، أعلن الاتحاد الآسيوي أن البلدان المضيفة لكل مجموعة هي: ميانمار للمجموعة أ، وماليزيا للمجموعة ب، والمالديف للمجموعة ج، ونيبال للمجموعة د؛ مع تواريخ المباريات في 21 و23 و25 مارس 2011.
مع ذلك، بالنسبة للمجموعة د، اقترح اتحاد عموم نيبال لكرة القدم حقوق استضافتها منذ نهاية ديسمبر 2010، والتي أيدها الاتحاد الآسيوي. وكان من المقرر أيضا أن تتم هذه المباريات في الفترة من 21 إلى 25 مارس، غير أنه أعلن في 7 فبراير 2011 أنه كان لا بد من تأجيل التصفيات بسبب عدم توافر الملعب الرئيسي (ملعب داسارات رانغاسالا) بسبب مناسبة مصارعة. ثم تم تحديد المباريات في الفترة من 7 إلى 11 أبريل 2011.

### كسر التعادل
وقد صنفت الفرق وفقا للنقاط (3 نقاط للفوز، ونقطة واحدة للتعادل، و0 نقطة للخسارة) وكسر التعادل بالترتيب التالي:
1. عدد أكبر من النقاط التي تم الحصول عليها في المجموعة بين الفرق المعنية؛
2. فارق الأهداف الناتج عن المباريات بين الفرق المعنية؛
3. تحقيق عدد أكبر من الأهداف في المباريات بين الفرق المعنية؛
4. فارق الأهداف في جميع المباريات بين المجموعات؛
5. تحقيق عدد أكبر من الأهداف في جميع المباريات مع جميع المباريات؛
6. ركلات من علامة الجزاء إذا كان الأمر يتعلق بفريقين فقط، وهما موجودان في مجال اللعب؛
7. أقل درجة تم حسابها وفقا لعدد البطاقات الصفراء والحمراء الواردة في المجموعة؛ (نقطة واحدة لكل بطاقة صفراء، و3 نقاط لكل بطاقة حمراء نتيجة لبطاقتين صفراءتين، و3 نقاط لكل بطاقة حمراء مباشرة، و4 نقاط لكل بطاقة صفراء يتبعها بطاقة حمراء مباشرة)
8. سحب القرعة.

### المجموعة أ
- الأوقات المذكورة هي بتوقيت ميانمار – ت ع م+6:30

| م | الفريق      | لعب | ف | ت | خ | أ.له | أ.ع | أ.ف | نقاط | التأهل                          |
| - | ----------- | --- | - | - | - | ---- | --- | --- | ---- | ------------------------------- |
| 1 | فلسطين      | 3   | 2 | 1 | 0 | 5    | 1   | +4  | 7    | التأهل لكأس التحدي الآسيوي 2012 |
| 2 | الفلبين     | 3   | 1 | 2 | 0 | 4    | 1   | +3  | 5    | التأهل لكأس التحدي الآسيوي 2012 |
| 3 | بنغلاديش    | 3   | 1 | 0 | 2 | 2    | 5   | −3  | 3    |                                 |
| 4 | ميانمار (H) | 3   | 0 | 1 | 2 | 2    | 6   | −4  | 1    |                                 |

| ميانمار                 | 1–1   | الفلبين                      |
| ----------------------- | ----- | ---------------------------- |
| - كهين ماونغ لوين 90+3' | تقرير | - جيمس يونغهازبند 76' (ركل.) |

| فلسطين                | 2–0   | بنغلاديش |
| --------------------- | ----- | -------- |
| - مراد عليان 46'، 65' | تقرير |          |

| الفلبين | 0–0   | فلسطين |
| ------- | ----- | ------ |
|         | تقرير |        |

| بنغلاديش                                       | 2–0   | ميانمار |
| ---------------------------------------------- | ----- | ------- |
| - شكيل أحمد 10' - عبد الباطن موجومدر كومول 88' | تقرير |         |

| ميانمار                    | 1–3   | فلسطين                                |
| -------------------------- | ----- | ------------------------------------- |
| - زاو هتات أونغ 25' (ركل.) | تقرير | - مراد عليان 39'، 90' - أحمد حربي 71' |

| بنغلاديش | 0–3   | الفلبين                                    |
| -------- | ----- | ------------------------------------------ |
|          | تقرير | - إيان أرانيتا 41' - أنخيل غيرادو 55'، 80' |

### المجموعة ب
- الأوقات المذكورة هي بتوقيت ماليزيا القياسي – ت ع م+8

| م | الفريق         | لعب | ف | ت | خ | أ.له | أ.ع | أ.ف | نقاط | التأهل                          |
| - | -------------- | --- | - | - | - | ---- | --- | --- | ---- | ------------------------------- |
| 1 | الهند          | 3   | 2 | 1 | 0 | 7    | 2   | +5  | 7    | التأهل لكأس التحدي الآسيوي 2012 |
| 2 | تركمانستان     | 3   | 2 | 1 | 0 | 6    | 1   | +5  | 7    | التأهل لكأس التحدي الآسيوي 2012 |
| 3 | باكستان        | 3   | 1 | 0 | 2 | 3    | 6   | −3  | 3    |                                 |
| 4 | تايبيه الصينية | 3   | 0 | 0 | 3 | 0    | 7   | −7  | 0    |                                 |

| تركمانستان                                                                | 3–0   | باكستان |
| ------------------------------------------------------------------------- | ----- | ------- |
| - ديدارغيليتش أورازوف 6' - أرسلانميرات أمانوف 46' - ماميدالي قرادانوف 86' | تقرير |         |

| الهند                                                   | 3–0   | تايبيه الصينية |
| ------------------------------------------------------- | ----- | -------------- |
| - جيجي لالبيخلوا 32' - سونيل تشيتري 76' - جيول راجا 88' | تقرير |                |

| باكستان          | 1–3   | الهند                                        |
| ---------------- | ----- | -------------------------------------------- |
| - عارف محمود 32' | تقرير | - جيجي لالبيخلوا 67'، 90+4' - ستيفن دياز 90' |

| تايبيه الصينية | 0–2   | تركمانستان                                   |
| -------------- | ----- | -------------------------------------------- |
|                | تقرير | - بردي شاميرادوف 73' - غوفانتش هانغلدييف 76' |

| تركمانستان                        | 1–1   | الهند                |
| --------------------------------- | ----- | -------------------- |
| - قهرمانبردي تشونكاييف 52' (ركل.) | تقرير | - جيجي لالبيخلوا 60' |

| تايبيه الصينية | 0–2   | باكستان                          |
| -------------- | ----- | -------------------------------- |
|                | تقرير | - عارف محمود 26' - عاطف بشير 67' |

### المجموعة ج
- الأوقات المذكورة هي بتوقيت المالديف – ت ع م+5

| م | الفريق       | لعب | ف | ت | خ | أ.له | أ.ع | أ.ف | نقاط | التأهل                          |
| - | ------------ | --- | - | - | - | ---- | --- | --- | ---- | ------------------------------- |
| 1 | المالديف (H) | 3   | 2 | 1 | 0 | 6    | 1   | +5  | 7    | التأهل لكأس التحدي الآسيوي 2012 |
| 2 | طاجيكستان    | 3   | 2 | 1 | 0 | 4    | 0   | +4  | 7    | التأهل لكأس التحدي الآسيوي 2012 |
| 3 | قرغيزستان    | 3   | 1 | 0 | 2 | 5    | 6   | −1  | 3    |                                 |
| 4 | كمبوديا      | 3   | 0 | 0 | 3 | 3    | 11  | −8  | 0    |                                 |

| طاجيكستان                 | 1–0   | قرغيزستان |
| ------------------------- | ----- | --------- |
| - رسلان صديقوف 88' (ه.ذ.) | تقرير |           |

| المالديف                                 | 4–0   | كمبوديا |
| ---------------------------------------- | ----- | ------- |
| - مختار نصير 2' - علي أشفق 41'، 84'، 88' | تقرير |         |

| قرغيزستان                  | 1–2   | المالديف                        |
| -------------------------- | ----- | ------------------------------- |
| - أسد عبد الغني 87' (ه.ذ.) | تقرير | - أسعد علي 5' - شامفيل قاسم 79' |

| كمبوديا | 0–3   | طاجيكستان                                                          |
| ------- | ----- | ------------------------------------------------------------------ |
|         | تقرير | - نور الدين دافرونوف 2' - دافرون إرغاشيف 83' - إبراهيم رابيموف 89' |

| طاجيكستان | 0–0   | المالديف |
| --------- | ----- | -------- |
|           | تقرير |          |

| كمبوديا                                  | 3–4   | قرغيزستان                                                                 |
| ---------------------------------------- | ----- | ------------------------------------------------------------------------- |
| - كوتش سوكومفياك 39'، 49' - سوك ريثي 89' | تقرير | - عزيز صديقوف 5' - رستم أوسانوف 45+1' - تشولبونبيك إيسنكول أوولو 80'، 85' |

### المجموعة د
- الأوقات المذكورة هي بتوقيت نيبال – ت ع م+5:45

| م | الفريق         | لعب | ف | ت | خ | أ.له | أ.ع | أ.ف | نقاط | التأهل                          |
| - | -------------- | --- | - | - | - | ---- | --- | --- | ---- | ------------------------------- |
| 1 | كوريا الشمالية | 3   | 3 | 0 | 0 | 7    | 0   | +7  | 9    | التأهل لكأس التحدي الآسيوي 2012 |
| 2 | نيبال (H)      | 3   | 1 | 1 | 1 | 1    | 1   | 0   | 4    | التأهل لكأس التحدي الآسيوي 2012 |
| 3 | أفغانستان      | 3   | 1 | 0 | 2 | 1    | 3   | −2  | 3    |                                 |
| 4 | سريلانكا       | 3   | 0 | 1 | 2 | 0    | 5   | −5  | 1    |                                 |

| كوريا الشمالية                                                | 4–0   | سريلانكا |
| ------------------------------------------------------------- | ----- | -------- |
| - تشوي كوم-تشول 2'، 47' - ري تشول-ميونغ 5' - باك نام-تشول 21' | تقرير |          |

| أفغانستان | 0–1   | نيبال               |
| --------- | ----- | ------------------- |
|           | تقرير | - بهارات كهاواس 27' |

| نيبال | 0–1   | كوريا الشمالية      |
| ----- | ----- | ------------------- |
|       | تقرير | - جونغ إيل-غوان 31' |

| سريلانكا | 0–1   | أفغانستان        |
| -------- | ----- | ---------------- |
|          | تقرير | - مصطفى حديد 82' |

| نيبال | 0–0   | سريلانكا |
| ----- | ----- | -------- |
|       | تقرير |          |

| كوريا الشمالية                            | 2–0   | أفغانستان |
| ----------------------------------------- | ----- | --------- |
| - تشوي كوم-تشول 45+1' - ري تشول-ميونغ 68' | تقرير |           |

## الفرق المتأهلة
تأهلت الفرق الثمانية التالية لكأس التحدي الآسيوي 2012، الذي عقد في الفترة من 8 إلى 19 مارس 2012 في نيبال:
| الفريق         | تأهل بصفته       | تأهل في       | المظاهر السابقة في البطولة1 |
| -------------- | ---------------- | ------------- | --------------------------- |
| فلسطين         | متصدر المجموعة أ | 25 مارس 2011  | 1 (2006)                    |
| الفلبين        | وصيف المجموعة أ  | 25 مارس 2011  | 1 (2006)                    |
| الهند          | متصدر المجموعة ب | 25 مارس 2011  | 3 (2006، 2008، 2010)        |
| تركمانستان     | وصيف المجموعة ب  | 25 مارس 2011  | 2 (2008، 2010)              |
| المالديف       | متصدر المجموعة ج | 25 مارس 2011  | 0 (الظهور لأول مرة)         |
| طاجيكستان      | وصيف المجموعة ج  | 25 مارس 2011  | 3 (2006، 2008، 2010)        |
| كوريا الشمالية | متصدر المجموعة د | 11 أبريل 2011 | 2 (2008، 2010)              |
| نيبال          | وصيف المجموعة د  | 11 أبريل 2011 | 2 (2006، 2008)              |

1 يشير الغليظ إلى البطل لذلك العام. ويشير الخط المائل إلى المضيف لذلك العام.

## الهدافون
4 أهداف
- جيجي لالبيخلوا
- مراد عليان

3 أهداف
| - صديق وليزاده - سام إل ناسا | - علي أشفق - تشوي كوم-تشول |  |

هدفان
| - كوتش سوكومفياك - تشانغ هان - تشين بو-ليانغ | - تشولبونبيك إيسنكول أوولو - ليونغ كا هانغ - ري تشول-ميونغ | - عارف محمود - أنخيل غيرادو - جيمس يونغهازبند |

هدف
| - مصطفى حديد - إسرافيل كوهستاني - وحيد نديم - شكيل أحمد - عبد الباطن موجومدر كومول - خيم بوري - خون لابورافي - سوك ريثي - لين تشينغ-يي - لو تشيه-آن - سونيل تشيتري - ستيفن دياز - جيول راجا - عزيز صديقوف - رستم أوسانوف | - فاتهانا سيفيلاي - كيتسادا تونغكين - سوكافوني فونغتشينغكام - فيرنون وونغ - فينيسيو ألفيش - أسعد علي - مختار نصير - شمويل قاسم - باياسغالانغين غاريدماغناي - دونوروفين لومبنغاراف - كهين ماونغ لوين - زاو هتات أونغ - بهارات كهاواس - جونغ إيل-غوان - باك نام-تشول | - عاطف بشير - أحمد حربي - إيان أرانيتا - إميليو كاليغدونغ - فيل يونغهازبند - نور الدين دافرونوف - دافرون إرغاشيف - إبراهيم رابيموف - أرسلانميرات أمانوف - قهرمانبردي تشونكاييف - ماميدالي قرادانوف - غوفانتش هانغلدييف - بردي شاميرادوف - ديديارغيليتش أورازوف |

هدف ذاتي
- رسلان صديقوف (لعب ضد طاجيكستان)
- أسد عبد الغني (لعب ضد قيرغيزستان)

## وصلات خارجية
- كأس التحدي الآسيوي